# 田村一男
田村 一男（たむら かずお、1904年12月4日 - 1997年7月10日）は日本の洋画家、主に風景画を描く。油絵に山水画の東洋的感覚を持ち込む等、独自の画風を創作した。代表作は「梅雨高原」。日本芸術院会員、文化功労者。

## 経歴
東京府出身。高等小学校卒。東京市電気局や新聞社に勤務。その後1924年洋風額縁の先駆者である長尾建吉の磯谷商店に勤めながら本郷絵画研究所に入所、岡田三郎助に師事。1928年第9回帝展に「赤山は午後」が初入選。1931年より光風会展に出品。1940年光風会会員。1942年昭和洋画奨励賞受賞。1946年第2回日展に「高原初秋」特選。1950年第6回日展審査員を務める。以後歴任。1954-55年渡欧。1959年第2回新日展で「高層湿地」が文部大臣賞。1963年「梅雨高原」が日本芸術院賞受賞。1969年日展理事。以後日展参事を務め、その後日展顧問になる。1980年日本芸術院会員、1981年光風会理事長を務める。1992年文化功労者。
松本市美術館の二階には「田村一男記念展示室」があり、アトリエが再現され､画材道具や作品が常設されている。 

## 作品所蔵先
- 東京国立近代美術館
- 東京都現代美術館
- 日本藝術院会館
- 静岡県立美術館
- 富山県立近代美術館
- 鹿児島市立美術館
- 茨城県近代美術館
- 長野県立美術館
- 松本市美術館
- 佐久市立近代美術館
- 康耀堂美術館
- 茅野市美術館

## 作品集
- 田村一男画集 朝日新聞社 1982 . NCID BA46507230
- 田村一男作品選 松本市美術館 2002. NCID BA57510055